# Austrogynacantha heterogena
Austrogynacantha heterogena är en trollsländeart som beskrevs av Tillyard 1908. Austrogynacantha heterogena ingår i släktet Austrogynacantha och familjen mosaiktrollsländor. Inga underarter finns listade i Catalogue of Life.

## Bildgalleri

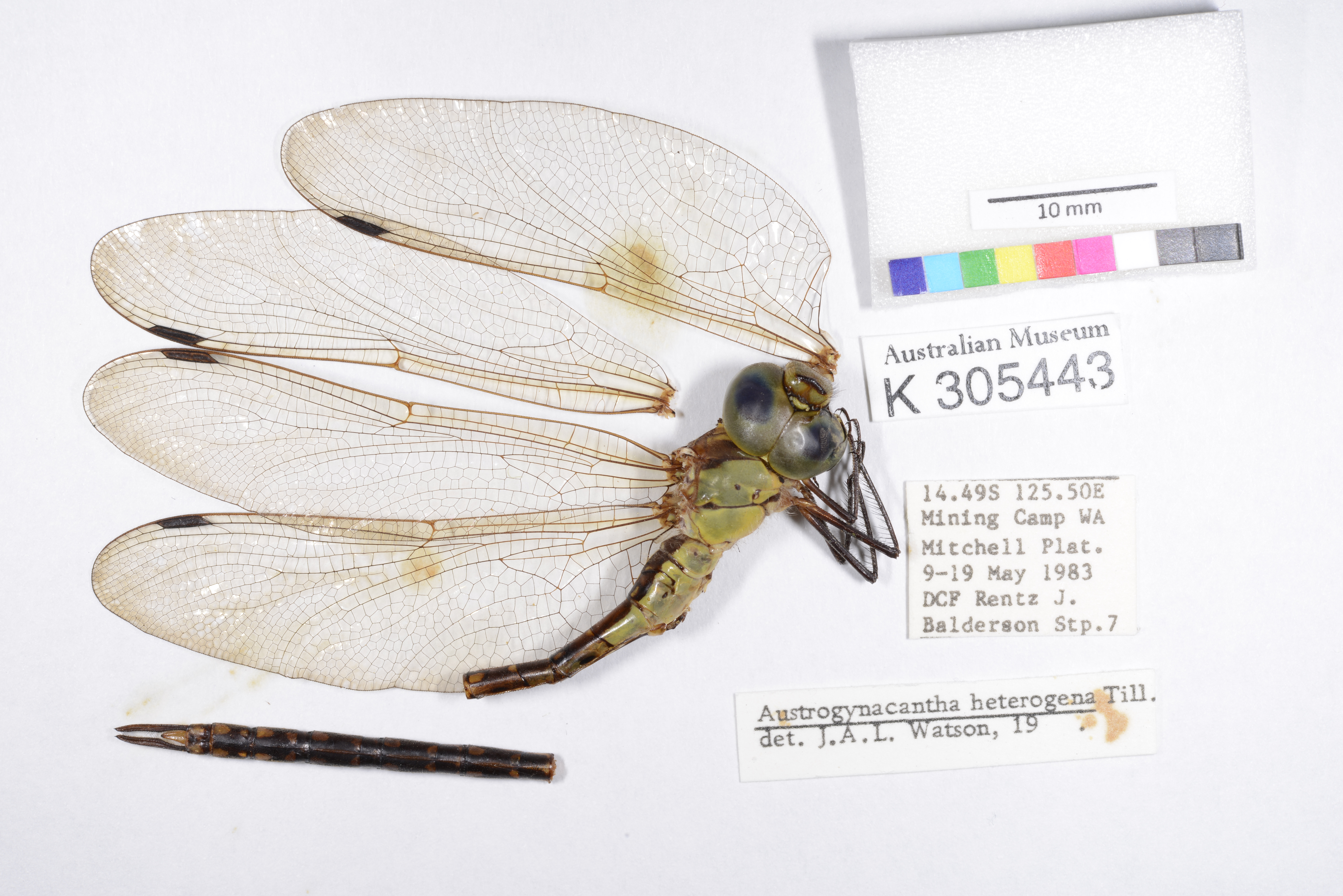